# Verbena gynobasis
Verbena gynobasis — вид трав'янистих рослин родини Вербенові (Verbenaceae), зростає в Чилі, Болівії, Перу. Рослина має стебла і плодоніжки з залозистим запушенням; листки з 3-фрагментною пластиною.

## Опис
Рослина до 10 см завдовжки, розгалужена, жорстко випростані квіткові гілки з короткими залозистими волосками. Листки в кільцях, сидячі; листові пластини 5–8 x 6–7 мм, 3-секційні; листові фрагменти лінійні, подібні, 5–6 x 1–1.5 мм, верхівки загострені, поля вигнуті, обидві поверхні густо щетинисті, з кількома короткими залізистими волосками. Квіти 15–20 мм, у багатоквіткових, щільних суцвіттях, витягнутих під час плодоношення до 40–50 мм. Квіткові приквітки 4.5–5 мм, від лінійних до ниткоподібних, вершина гостра, поля округлі, запушення щільне залозисте. Чашечка 6–7 мм, щетинисто-залозиста, зубчики 1–1.5 мм, шилоподібні. Віночок фіалковий, рожевий, трубка ≈15 мм.

## Поширення
Зростає більше на півночі Чилі, а також в Перу та Болівії. Він росте між 1900 і 4000 м н.р.м., на пухкому ґрунті.